# Atletica leggera ai XVII Giochi del Mediterraneo - 5000 metri piani maschili
Le gare di atletica leggera nella categoria 5000 metri piani maschili si sono tenute il 29 giugno 2013 al Nevin Yanıt Atletizm Kompleksi di Mersin.

## Calendario
Fuso orario EET (UTC+3).
| Data      | Ora   | Turno  |
| --------- | ----- | ------ |
| 29 giugno | 20:25 | Finale |

## Risultati
I 9 atleti partecipanti disputano direttamente la finale.

### Finale
| Pos. | Atleta            | Nazionalità | Tempo    | Note |
| ---- | ----------------- | ----------- | -------- | ---- |
|      | Rabah Aboud       | Algeria     | 13'38"01 |      |
|      | Othmane El Goumri | Marocco     | 13'38"24 |      |
|      | Aziz Lahbabi      | Marocco     | 13'40"33 |      |
| 4    | Daniele Meucci    | Italia      | 13'45"12 |      |
| 5    | Kemal Koyuncu     | Turchia     | 14'29"75 |      |
| 6    | Mirko Petrović    | Serbia      | 14'55"70 |      |
| 7    | Stefano La Rosa   | Italia      | -        | DNF  |
| 8    | Halil Akkaş       | Turchia     | -        | DNS  |
| 9    | Ilir Kellezi      | Albania     | -        | DNS  |